# Каменная Гора (Ровненская область)
Каменная Гора (укр. Кам'яна Гора) — село в Малолюбашанской сельской общине Ровненского района Ровненской области Украины.
До 2020 года входило в Костопольский район.
Население по переписи 2001 года составляло 188 человек. Почтовый индекс — 35045. Телефонный код — 8-03657. Код КОАТУУ — 5623485005.